# Jamník (Liptovský Mikuláš)
Jamník (ungarisch Jamnik) ist eine Gemeinde im Norden der Slowakei mit 462 Einwohnern (Stand 31. Dezember 2024), die zum Okres Liptovský Mikuláš, einem Teil des Žilinský kraj, gehört und zur traditionellen Landschaft Liptau gezählt wird.

## Geographie
Die Gemeinde befindet sich im Mittelteil des Talkessels Liptovská kotlina (Teil der größeren Podtatranská kotlina) im Tal des Baches Jamníčok unterhalb der nördlich gelegenen Westtatra. Am Hauptkamm verläuft die Staatsgrenze zu Polen. Der höchste Punkt ist der Berg Jakubina mit 2194 m n.m. Das Ortszentrum liegt auf einer Höhe von 695 m n.m. und ist viereinhalb Kilometer von Liptovský Hrádok sowie 11 Kilometer von Liptovský Mikuláš entfernt.
Nachbargemeinden sind Kościelisko (PL) im Norden, Pribylina im Nordosten, Vavrišovo im Osten, Liptovský Peter im Südosten, Podtureň im Süden, Uhorská Ves im Südwesten, Liptovský Mikuláš (Stadtteil Beňadiková), Liptovský Ondrej und Jakubovany im Westen sowie Konská, erneut Liptovský Mikuláš (Stadtteil Svätý Štefan), Žiar und Zuberec im Nordwesten.

## Geschichte
Jamník wurde zum ersten Mal 1346 als Yemnik schriftlich erwähnt und war Besitz von Nikolaus, Sohn von Alexander und dem Vorfahren des Geschlechts Pottornyai. Ab der Hälfte des 14. Jahrhunderts gehörte die Ortschaft der landadligen Familie von Liptovský Peter, nach deren Aussterben im späten 15. Jahrhundert kam der Besitz in die Hände von Pottornyai und verblieb dort bis zum 19. Jahrhundert. Während 1549 für fünf Bauernhöfe eine Steuer fällig war, waren es 1596 nur noch dreieinhalb, gleichzeitig stieg der Anteil von Söllnerfamilien an. 1828 zählte man 49 Häuser und 396 Einwohner, die als Hirten und Landwirte beschäftigt waren, dazu arbeiteten sie insbesondere in der zweiten Hälfte des 19. Jahrhunderts als Maurer, wie zum Beispiel in Budapest.
Es gab im Mittelalter und der Neuzeit ein Dorf namens Zenthlylek (erste Erwähnung 1286, heutiges Slowakisch Svätý Duch, frei übersetzt Heilig-Geist-Dorf), das unweit von Jamník lag. Es gehörte ähnlich wie Jamník den Vorfahren des Geschlechts Pottornyami sowie dem Geschlecht selbst. 1709 wurde das Dorf wegen der Kuruzenaufstände aufgegeben.
Bis 1918 gehörte der im Komitat Liptau liegende Ort zum Königreich Ungarn und kam danach zur Tschechoslowakei beziehungsweise heute Slowakei.
Der Ortsname leitet sich vom slawischen (und slowakischen) Wort jama, auf Deutsch Loch, ab, mit verschiedenen Erklärungstheorien.

## Bevölkerung
| Jahr                | 1994 | 2004     | 2014    | 2024    |
| ------------------- | ---- | -------- | ------- | ------- |
| Anzahl der Personen | 372  | 424      | 459     | 462     |
| Unterschied         |      | +13,97 % | +8,25 % | +0,65 % |

| Jahr                | 2023 | 2024    |
| ------------------- | ---- | ------- |
| Anzahl der Personen | 465  | 462     |
| Unterschied         |      | −0,64 % |

Nach der Volkszählung 2011 wohnten in Jamník 478 Einwohner, davon 469 Slowaken, sechs Tschechen und ein Mährer. Zwei Einwohner machten keine Angabe zur Ethnie.
247 Einwohner bekannten sich zur Evangelischen Kirche A. B., 121 Einwohner zur römisch-katholischen Kirche, vier Einwohner zur evangelisch-methodistischen Kirche sowie jeweils ein Einwohner zu den Baptisten, zu den Zeugen Jehovas und zur griechisch-katholischen Kirche; zwei Einwohner bekannten sich zu einer anderen Konfession. 48 Einwohner waren konfessionslos und bei 27 Einwohnern wurde die Konfession nicht ermittelt.

## Bauwerke
- evangelische Kirche im neoklassizistischen Stil aus dem Jahr 1907[5]